# Christina (película de 2010)
Christina es una película estadounidense del género drama de 2010, dirigida por Larry Brand, que a su vez la escribió, musicalizada por David Williams, en la fotografía estuvo Kees Van Oostrum y los protagonistas son Nicki Aycox, Jordan Belfi, Stephen Lang y Raphael Van Oostrum. El filme fue realizado por 8180 Films y Christina 8180; se estrenó el 4 de noviembre de 2010.

## Sinopsis
Basada en una historia real. Una joven mujer de Alemania se prepara para irse de su ciudad, la cual quedó destruida por la guerra, ella quiere empezar una nueva vida en Estados Unidos con su novio.